# L'Apprenti sorcier (Kästner)
Pour les articles homonymes, voir L'Apprenti sorcier.
L'Apprenti sorcier est un fragment romanesque d'Erich Kästner commencé en 1936.

## Genèse
Kästner a commencé à travailler sur L'Apprenti sorcier lorsque l'office de tourisme de Davos l'a invité à donner une conférence. Les hôtes ont demandé un roman léger sur la ville, car La Montagne magique de Thomas Mann avait jeté le discrédit sur elle.
À cette époque, seuls les quatre premiers chapitres du texte avaient été écrits. Ces textes ont été publiés pour la première fois en 1959 dans le cadre de l'édition Collected Writings. On ne sait pas exactement quand les chapitres 5 à 10 ont été écrits. Tobias Lehmkuhl soupçonne qu'ils ont été écrits après la nouvelle visite de Kästner à Davos en 1938, où il a rencontré le chansonnier français Maurice Chevalier, qui apparaît au chapitre 5. Kästner a composé les six chapitres supplémentaires du texte dans les années 1960.
Le texte complet a été publié en 1969 dans Collected Writings for Adults . La première publication indépendante date de 1974.
En 2016, L'Apprenti Sorcier a été réédité par Atrium sous ce titre avec Les Doubles, un autre fragment de Kästner, et ses Lettres à moi-même.

## Résumé

Vue aérienne de Davos (1923), lieu de l'action de L'Apprenti sorcier

Prof. Dr. Alfons Mintzlaff, un jeune historien de l'art, est de passage à Munich. Alors qu'il est assis dans un café, un homme qu'il ne connaît pas s'assoit à sa table. Irrité par le comportement intrusif de l'étranger, Mintzlaff veut d'abord partir rapidement, mais remarque ensuite que l'étranger, qui se présente comme le baron Lamotte, est capable de lire dans les pensées . Après que les capacités psychiques de Lamotte aient déclenché une scène à une table voisine, il disparaît soudainement du café, laissant Mintzlaff abasourdi. Les deux se retrouvent dans le train pour Davos ; Lamotte démontre désormais qu'il lit non seulement dans les pensées, mais qu'il utilise également le pouvoir de son esprit pour verrouiller les portes et abattre des arbres. Mintzlaff est convaincu que Lamotte ne peut pas être un être humain, ce que ce dernier confirme.
Lorsqu'ils arrivent à Davos, ils remarquent que la conférence que Mintzlaff est censé donner a apparemment été avancée, et qu'un sosie utilisant le nom de Mintzlaff est déjà dans la ville depuis une semaine. Mintzlaff loue alors une chambre sous un faux nom. Lors d'une randonnée, il retrouve sa petite amie Sumatra Hoops, surnommée Hallo, et les deux conviennent de se rencontrer. Mintzlaff fait confidence à Lamotte de son amour pour Hallo. Lamotte le convainc de son inaptitude au bonheur. Après cette rencontre, Mintzlaff rêve d'une scène sur l'Olympe dans laquelle il lui est révélé que le baron Lamotte est en fait le père des dieux, Zeus . Réveillé, il le questionne alors sur ce sujet, Lamotte raconte à Mintzlaff les voyages qu'il a déjà effectués avec ses alter ego et le pouvoir limité des dieux.
Mintzlaff et Hallo se rendent enfin à la conférence du faux Mintzlaff. Le baron Lamotte y va aussi et utilise ses pouvoirs magiques pour faire démasquer l'imposteur. Le fragment se termine avec Lamotte forçant le faux Mintzlaff à quitter la salle contre sa volonté.

## Interprétation

### Éléments autobiographiques
Des liens peuvent être observés entre la situation personnelle d'Erich Kästner à l'époque où il a écrit L' Apprenti sorcier et le contenu du fragment. Un thème important de l’œuvre est l’isolement du protagoniste. Ce fait est mis en avant lorsque Lamotte confronte Mintzlaff au fait qu'il a détruit sa vraie nature et n'est plus une personne sensible. Mintzlaff comprend des discours de Lamotte qu'il doit devenir ce qu'il est. Ceci a été lu comme un appel de Kästner à lui-même et à ses semblables pour qu'ils prennent conscience de la réalité de la vie en Allemagne en 1936 et de ne pas abandonner ses valeurs humanistes, même dans le cadre d'une dictature nationale-socialiste - en d'autres termes, de rester ce que l'on est.

### Parallèles avec d'autres œuvres
L'Apprenti sorcier présente quelques parallèles avec le fragment Les Doubles, également écrit par Kästner dans les années 1930. Dans les deux cas, le personnage principal est un jeune homme instruit qui traverse une crise d’identité. Celle-ci est alors surmontée à l’aide de figures d’origine surhumaine. Ces éléments mythiques et leurs pouvoirs sont très présents dans les deux fragments – ici sous la forme de Zeus, incarné par le baron Lamotte.
Mintzlaff peut également être comparé au personnage de Fabian, dans le roman du même nom. Tous deux ont non seulement quelques détails biographiques en commun (début ou milieu de la trentaine, célibataire, universitaire), mais ils sont également unis par une leur approche sceptique au réel et considèrent les conditions sociales actuelles comme injustes, sans se voir en mesure de les changer,.